# MechAssault 2: Lone Wolf
MechAssault 2: Lone Wolf e um jogo eletrônico de mecha, desenvolvido pela Day 1 Studios e publicado pela Microsoft Game Studios para o Xbox Original, o desenvolvimento do MechAssault 2 foi anunciado logo após o lançamento do MechAssault, com os desenvolvedores focando na expansão dos recursos online e de rede para capitalizar o sucesso do jogo original como um título piloto para o serviço online Xbox Live, e criando um ambiente mais aberto. estilo de jogo completo em que os jogadores podem sair de seus mechs e ocupar vários veículos.

## Trama
Depois de muitas buscas, a Major Natalia "Nat" Kerensky decide basear suas operações de testes na Cidade de Dante, no Planeta Dante, usando os comerciantes do mercado negro como disfarce. Uma noite, enquanto Foster e o MechWarrior (jogador) retornam à sua oficina, naves misteriosas entram no espaço aéreo de Dante e um Stiletto BattleMech pousa no solo e começa a procurá-los. Eles escapam do Stiletto com sucesso e voltam para a oficina, onde Nat instrui o jogador a usar uma nova armadura motorizada chamada BattleArmor para deter os invasores. Depois disso, centenas de naves de transporte entram na atmosfera de Dante. Misteriosamente, um desses dropships é abatido pelos outros. Depois de lutar até o local do acidente, surge um estranho novo MechWarrior chamado Alera, um pirata espacial com uma nave de salto chamada "Jezebel". Mais tarde, o MechWarrior escapa de um porto inimigo e rouba um tanque inimigo de 3 soldados na tentativa de se infiltrar no inimigo. Um APC aliado então sai e segue o MechWarrior em seu caminho. O tanque deve passar por dois scans para avançar de nível, mas o "Passenger Scan" avisa os inimigos que se trata de um truque, e o MechWarrior e seus aliados devem escapar do porto com um tanque.
Após vários confrontos com o inimigo, descobre-se que os agressores procuram acessar os projetos e protótipos Lostech armazenados nos núcleos de dados para criar um exército imparável de soldados mecanizados para obter o domínio sobre a Esfera Interna, começando com a produção em massa do Protótipo Ragnarok, modelo que descobriu no primeiro jogo.
Durante a missão final, o MechWarrior com a ajuda de seus aliados usa o BattleArmor para destruir um BattleMech gigante meio completo que usa todos os cinco núcleos de dados.

## Jogabilidade
O jogador controla uma variedade de veículos além de mechs.  Esses veículos incluem tanques blindados, motorizados, torres e VTOLs. O jogador também pode deixar seu veículo e plantar explosivos ou vagar como um piloto humano e, desta forma, pode "pegar carona" em veículos inimigos e amigos. Quando estiver em um veículo inimigo, o jogador pode tentar um "Neurohack", com o resultado de ejetar o piloto e assumir o controle de seu veículo se tiver sucesso.

## Desenvolvimento
MechAssault 2 foi criado pelo desenvolvedor independente Day 1 Studios de Chicago e Hunt Valley, que publicou MechAssault como título de lançamento para o serviço online Xbox Live no final de 2002. Após o sucesso comercial de MechAssault, Day 1 Studios assinou um acordo com a Microsoft Game Studios para  lançar uma versão subsequente exclusiva do Xbox, com a sequência anunciada em fevereiro de 2004 para lançamento no final de 2004. O presidente do estúdio, Denny Thorley, afirmou que garantir um lançamento exclusivo levou os desenvolvedores a se concentrarem na otimização do jogo para o Xbox, já que não tinham certeza se o jogo original seria portado para outras plataformas. MechAssault 2 foi criado com um motor "totalmente retrabalhado e distribuído", permitindo aos desenvolvedores introduzir melhorias gráficas na especularidade e no mapeamento de relevo não presentes no jogo original. Os desenvolvedores pretendiam encontrar um equilíbrio no design do MechAssault 2, pretendendo "manter-se o mais próximo possível do estilo de jogo original", ao mesmo tempo que "introduziam algumas novidades" nos modos single-player e multiplayer. O sucesso inesperado dos recursos online do jogo original no Xbox Live informou fortemente a abordagem de desenvolvimento da sequência, com o estúdio percebendo que os jogadores jogavam juntos e formavam equipes durante as partidas, mesmo que o jogo online não fosse uma característica complexa do jogo original. Para capitalizar a grande comunidade multijogador, os desenvolvedores trabalharam em ferramentas multijogador expandidas, como clãs, emotes e lobbies de partidas, e desenvolvendo um “elemento muito mais tático” para os modos de jogo multijogador. O lançamento de MechAssault 2 foi adiado para o final de dezembro de 2004 para evitar a concorrência com Halo 2, lançado em novembro daquele ano.

## Recepção
O jogo recebeu críticas "favoráveis" de acordo com o site de agregação de críticas Metacritic. GameSpot citou bons efeitos visuais e boa jogabilidade geral, elogiando especificamente a parte multiplayer do jogo, mas também citando várias desvantagens, incluindo repetitividade na campanha para um jogador, juntamente com dublagem pobre e "gráficos de terreno pouco inspirados". IGN também citou a boa jogabilidade, especialmente a parte multiplayer do jogo. As preocupações incluíam a falta de apelo da campanha singleplayer e gráficos ambientais ruins. No Japão, onde o jogo foi portado para lançamento em 20 de janeiro de 2005, a Famitsu deu-lhe uma pontuação de um sete, um oito e dois setes, totalizando 29 de 40.
O The Times deu uma pontuação de quatro estrelas em cinco, dizendo: "Os jogadores experientes se divertirão muito no ciberespaço, lutando com outros jogadores de todo o mundo, o que justifica bastante o custo da banda larga por si só." Detroit Free Press deu três estrelas de quatro, chamando-o de "Um ataque gritante, xingador e encharcado de testosterona em seus globos oculares e ouvidos." No entanto, o The Sydney Morning Herald deu três estrelas e meia em cinco, dizendo: "Existem missões suficientes, mas pouca escolha de objetivos, garantindo que a ação comece a parecer prematuramente repetitiva."

## Referência
1. 1 2  Doree, Adam (22 de novembro de 2004). «MechAssault 2: Day 1 Studios Interview». Video Games Daily. Consultado em 18 de julho de 2023. Cópia arquivada em 12 de janeiro de 2020
2. ↑  Colayco, Bob. «MechAssault 2 launching in late 2004». GameSpot. Consultado em 18 de julho de 2023. Cópia arquivada em 25 de janeiro de 2021
3. ↑  Berghammer, Billy (1 de março de 2004). «MechAssault 2 Interview: Day 1 Studios' TJ Wagner». Game Informer. Consultado em 18 de julho de 2023. Cópia arquivada em 4 de março de 2004
4. 1 2  Fenico, Justin (30 de abril de 2004). «Mechassault 2 interview with Denny Thorley». Xbox Life. Consultado em 18 de julho de 2023. Cópia arquivada em 18 de julho de 2023
5. ↑  Chao, Maxime (25 de novembro de 2004). «Interview Denny Thornley». Jeux Actu. Consultado em 18 de julho de 2023. Cópia arquivada em 18 de julho de 2023
6. ↑  Kasavin, Greg (20 de agosto de 2004). «MechAssault 2 Multiplayer Preview». GameSpot. Consultado em 18 de julho de 2023. Cópia arquivada em 24 de janeiro de 2021
7. ↑  van Zelfden, Evan (10 de agosto de 2006). «Tour of Chicago Pt. 4: Day 1 Studios». Game Developer. Consultado em 18 de julho de 2023. Cópia arquivada em 29 de maio de 2023
8. ↑  Edge staff (Fevereiro de 2005). «MechAssault 2: Lone Wolf». Edge (146). Future Publishing. p. 76
9. ↑  Linn, Demian; Boyer, Crispin; Hsu, Dan (Fevereiro de 2005). «MechAssault 2: Lone Wolf». Electronic Gaming Monthly (188). Ziff Davis. p. 109. Consultado em 7 de fevereiro de 2022. Cópia arquivada em 15 de março de 2005
10. ↑  Reed, Kristan (7 de fevereiro de 2005). «MechAssault 2: Lone Wolf [data rotulada erroneamente como "11 de maio de 2005"]». Eurogamer. Gamer Network. Consultado em 6 de fevereiro de 2022. Cópia arquivada em 27 de agosto de 2011
11. 1 2  «メック アサルト2：ローンウルフ». Famitsu (em japonês). 841. Enterbrain. 29 de janeiro de 2005. Consultado em 5 de fevereiro de 2022
12. ↑  Zoss, Jeremy (Fevereiro de 2005). «Mech Assault 2 [sic]». Game Informer (142). GameStop. p. 118. Consultado em 6 de fevereiro de 2022. Cópia arquivada em 7 de abril de 2005
13. ↑  Manny LaMancha (29 de dezembro de 2004). «MechAssault 2: Lone Wolf Review for Xbox on GamePro.com». GamePro. IDG Entertainment. Consultado em 7 de fevereiro de 2022. Cópia arquivada em 17 de janeiro de 2005
14. ↑  Silverman, Ben (4 de janeiro de 2005). «MechAssault 2: Lone Wolf Review». GameRevolution. CraveOnline. Consultado em 7 de fevereiro de 2022. Cópia arquivada em 9 de outubro de 2015
15. 1 2  Gerstmann, Jeff (26 de dezembro de 2004). «MechAssault 2: Lone Wolf Review [data rotulada erroneamente como "29 de dezembro de 2004"]». GameSpot. Red Ventures. Consultado em 5 de fevereiro de 2022. Cópia arquivada em 5 de fevereiro de 2022
16. ↑  O'Donnell, Ryan (23 de dezembro de 2004). «GameSpy: MechAssault 2: Lone Wolf». GameSpy. IGN Entertainment. Consultado em 6 de fevereiro de 2022. Cópia arquivada em 6 de fevereiro de 2022
17. ↑  Hopper, Steven (26 de dezembro de 2004). «MechAssault 2: Lone Wolf - XB - Review». GameZone. Consultado em 7 de fevereiro de 2022. Cópia arquivada em 6 de outubro de 2008
18. 1 2  Perry, Douglass C. (22 de dezembro de 2004). «MechAssault 2: Lone Wolf». IGN. Ziff Davis. Consultado em 5 de fevereiro de 2022. Cópia arquivada em 5 de fevereiro de 2022
19. ↑  «MechAssault 2: Lone Wolf». Official Xbox Magazine. Imagine Media. Fevereiro de 2005. p. 82
20. 1 2  «MechAssault 2: Lone Wolf for Xbox Reviews». Metacritic. Red Ventures. Consultado em 5 de fevereiro de 2022. Cópia arquivada em 5 de fevereiro de 2022
21. ↑  Nigel, Kendall (29 de janeiro de 2005). «Mech Assault 2». The Times. Arquivado do original em 5 de fevereiro de 2005
22. ↑  Hill, Jason (3 de fevereiro de 2005). «Repetitive action». The Sydney Morning Herald. Fairfax Media. Consultado em 5 de fevereiro de 2022. Cópia arquivada em 6 de julho de 2014

## Ligações Externas
- Site MobyGames

Predefinição:FASA Studio